# Janez Krstnik Novak
Janez Krstnik Novak (tudi Johann Baptist Novak), slovenski skladatelj, * okrog 1756, Ljubljana, † 29. januar 1833, Ljubljana. 
Novak je bil eden redkih predstavnikov glasbenega klasicizma v slovenskem prostoru. Preživljal se je kot uradnik na deželni upravi, hkrati pa je živahno sodeloval v ljubljanskem glasbenem življenju kot pevec, violinist in skladatelj. Bil je eden ustanovnih članov ljubljanske Filharmonične družbe leta 1794. V Orkestru te družbe (predhodniku orkestra Slovenske filharmonije) je sodeloval, kot koncertni mojster v letih 1799 in 1800, v letih 1808−1825 pa je bil umetniški vodja tega sestava. Leta 1790 je skomponiral scensko glasbo z naslovom Figaro na Linhartovo igro Ta veseli dan, ali Matiček se ženi, zaradi kakovosti njegove glasbe pa se je gledališka igra približala operi. Poleg nekaterih kantat je to eno njegovih vidnejših glasbenih del, večina je izgubljena. 
Leta 2007 je bila v Ljubljani prvič izvedena Novakova »Godovna kantata« (Cantate zum Geburts oder Namensfeste einer Mutter, Kantata za god ali rojstni dan matere). Kdaj je bila napisana, ni znano. Ohranila se je v arhivu tržaškega Konservatorija Giuseppeja Tartinija. Kantato za sopran, alt, tenor in bas ob spremljavi malega orkestra (flavta, godalni kvartet in kontrabas) na nemško besedilo neznanega avtorja, ki slavi materinsko ljubezen, je Novak gotovo napisal za praznovanje godu gospodarice v kakšni plemiški ali boljši meščanski hiši. 